# 1920年
1920年（1920 ねん）は、西暦（グレゴリオ暦）による、木曜日から始まる閏年。大正9年。

## 他の紀年法
- 干支：庚申
- 日本（月日は一致）
  - 大正9年
  - 皇紀2580年
- 中国（月日は一致）
  - 中華民国9年
- 朝鮮（月日は一致）
  - 檀紀4253年
  - 主体9年
- 阮朝（ベトナム）
  - 啓定4年11月11日 - 啓定5年11月22日
- 仏滅紀元 : 2462年10月11日 - 2463年閏9月6日
- ヒジュラ暦（イスラム暦） : 1338年4月9日 - 1339年4月19日
- ユダヤ暦：5680年4月10日 - 5681年4月20日
- 修正ユリウス日(MJD)：22324 - 22689
- リリウス日(LD)：123165 - 123530

※檀紀は、大韓民国で1948年に法的根拠を与えられたが、1962年からは公式な場では使用されていない。

※主体暦は、朝鮮民主主義人民共和国で1997年に制定された。

## カレンダー
| 1月 |    |    |    |    |    |    |
| 日  | 月 | 火 | 水 | 木 | 金 | 土 |
|     |    |    |    | 1  | 2  | 3  |
| 4   | 5  | 6  | 7  | 8  | 9  | 10 |
| 11  | 12 | 13 | 14 | 15 | 16 | 17 |
| 18  | 19 | 20 | 21 | 22 | 23 | 24 |
| 25  | 26 | 27 | 28 | 29 | 30 | 31 |
|     |    |    |    |    |    |    |

| 2月 |    |    |    |    |    |    |
| 日  | 月 | 火 | 水 | 木 | 金 | 土 |
| 1   | 2  | 3  | 4  | 5  | 6  | 7  |
| 8   | 9  | 10 | 11 | 12 | 13 | 14 |
| 15  | 16 | 17 | 18 | 19 | 20 | 21 |
| 22  | 23 | 24 | 25 | 26 | 27 | 28 |
| 29  |    |    |    |    |    |    |
|     |    |    |    |    |    |    |

| 3月 |    |    |    |    |    |    |
| 日  | 月 | 火 | 水 | 木 | 金 | 土 |
|     | 1  | 2  | 3  | 4  | 5  | 6  |
| 7   | 8  | 9  | 10 | 11 | 12 | 13 |
| 14  | 15 | 16 | 17 | 18 | 19 | 20 |
| 21  | 22 | 23 | 24 | 25 | 26 | 27 |
| 28  | 29 | 30 | 31 |    |    |    |
|     |    |    |    |    |    |    |

| 4月 |    |    |    |    |    |    |
| 日  | 月 | 火 | 水 | 木 | 金 | 土 |
|     |    |    |    | 1  | 2  | 3  |
| 4   | 5  | 6  | 7  | 8  | 9  | 10 |
| 11  | 12 | 13 | 14 | 15 | 16 | 17 |
| 18  | 19 | 20 | 21 | 22 | 23 | 24 |
| 25  | 26 | 27 | 28 | 29 | 30 |    |
|     |    |    |    |    |    |    |

| 5月 |    |    |    |    |    |    |
| 日  | 月 | 火 | 水 | 木 | 金 | 土 |
|     |    |    |    |    |    | 1  |
| 2   | 3  | 4  | 5  | 6  | 7  | 8  |
| 9   | 10 | 11 | 12 | 13 | 14 | 15 |
| 16  | 17 | 18 | 19 | 20 | 21 | 22 |
| 23  | 24 | 25 | 26 | 27 | 28 | 29 |
| 30  | 31 |    |    |    |    |    |
|     |    |    |    |    |    |    |

| 6月 |    |    |    |    |    |    |
| 日  | 月 | 火 | 水 | 木 | 金 | 土 |
|     |    | 1  | 2  | 3  | 4  | 5  |
| 6   | 7  | 8  | 9  | 10 | 11 | 12 |
| 13  | 14 | 15 | 16 | 17 | 18 | 19 |
| 20  | 21 | 22 | 23 | 24 | 25 | 26 |
| 27  | 28 | 29 | 30 |    |    |    |
|     |    |    |    |    |    |    |

| 7月 |    |    |    |    |    |    |
| 日  | 月 | 火 | 水 | 木 | 金 | 土 |
|     |    |    |    | 1  | 2  | 3  |
| 4   | 5  | 6  | 7  | 8  | 9  | 10 |
| 11  | 12 | 13 | 14 | 15 | 16 | 17 |
| 18  | 19 | 20 | 21 | 22 | 23 | 24 |
| 25  | 26 | 27 | 28 | 29 | 30 | 31 |
|     |    |    |    |    |    |    |

| 8月 |    |    |    |    |    |    |
| 日  | 月 | 火 | 水 | 木 | 金 | 土 |
| 1   | 2  | 3  | 4  | 5  | 6  | 7  |
| 8   | 9  | 10 | 11 | 12 | 13 | 14 |
| 15  | 16 | 17 | 18 | 19 | 20 | 21 |
| 22  | 23 | 24 | 25 | 26 | 27 | 28 |
| 29  | 30 | 31 |    |    |    |    |
|     |    |    |    |    |    |    |

| 9月 |    |    |    |    |    |    |
| 日  | 月 | 火 | 水 | 木 | 金 | 土 |
|     |    |    | 1  | 2  | 3  | 4  |
| 5   | 6  | 7  | 8  | 9  | 10 | 11 |
| 12  | 13 | 14 | 15 | 16 | 17 | 18 |
| 19  | 20 | 21 | 22 | 23 | 24 | 25 |
| 26  | 27 | 28 | 29 | 30 |    |    |
|     |    |    |    |    |    |    |

| 10月 |    |    |    |    |    |    |
| 日   | 月 | 火 | 水 | 木 | 金 | 土 |
|      |    |    |    |    | 1  | 2  |
| 3    | 4  | 5  | 6  | 7  | 8  | 9  |
| 10   | 11 | 12 | 13 | 14 | 15 | 16 |
| 17   | 18 | 19 | 20 | 21 | 22 | 23 |
| 24   | 25 | 26 | 27 | 28 | 29 | 30 |
| 31   |    |    |    |    |    |    |
|      |    |    |    |    |    |    |

| 11月 |    |    |    |    |    |    |
| 日   | 月 | 火 | 水 | 木 | 金 | 土 |
|      | 1  | 2  | 3  | 4  | 5  | 6  |
| 7    | 8  | 9  | 10 | 11 | 12 | 13 |
| 14   | 15 | 16 | 17 | 18 | 19 | 20 |
| 21   | 22 | 23 | 24 | 25 | 26 | 27 |
| 28   | 29 | 30 |    |    |    |    |
|      |    |    |    |    |    |    |

| 12月 |    |    |    |    |    |    |
| 日   | 月 | 火 | 水 | 木 | 金 | 土 |
|      |    |    | 1  | 2  | 3  | 4  |
| 5    | 6  | 7  | 8  | 9  | 10 | 11 |
| 12   | 13 | 14 | 15 | 16 | 17 | 18 |
| 19   | 20 | 21 | 22 | 23 | 24 | 25 |
| 26   | 27 | 28 | 29 | 30 | 31 |    |
|      |    |    |    |    |    |    |

## できごと

### 1月
- 1月2日 - アメリカ合衆国で司法長官パーマー（英語版）が、赤狩り（共産主義者などの逮捕）を始める。
- 1月10日
  - 国際連盟成立
  - ベルサイユ条約発効
- 1月13日 - 森戸辰男東京帝大助教授が筆禍により起訴され休職（森戸事件）。
- 1月16日 - アメリカ合衆国で憲法修正第18条（禁酒法）施行
- 大日本帝国、国際連盟へ正式加入
- 1月17日 - ワシントンD.C.アナスコティアにある海軍飛行場から、海軍省が娯楽音楽放送 NOF をはじめた。国営放送の嚆矢。
- 1月30日 - 東洋コルク工業（後のマツダ）設立

### 2月
- 2月1日 - 日立製作所設立。
- 2月5日 - 慶應義塾大学・早稲田大学、大学令により設立認可。
- 2月11日 - 東京で普通選挙大示威行進が行われる。
- 2月14日 - 第1回東京箱根間往復大学駅伝競走（箱根駅伝）開催
- 2月24日 - ドイツ労働者党が国家社会主義ドイツ労働者党に改称

### 3月
- 3月1日 - ハンガリー王国が成立を宣言。国王は不在のまま、ホルティ・ミクローシュが摂政として統治する。
- 3月12日 - ニコライエフスク（尼港）でソビエト連邦のパルチザンと大日本帝国陸軍が交戦。（尼港事件）
- 3月13日 - ベルリンでカップ一揆が起こる。
  - カップ一揆に対抗するゼネストを発端に、左派労働者らによる反乱（ルール蜂起）が発生する。
- 3月15日
  - 日本で株価が大暴落し、戦後恐慌が起こる。
  - 鈴木式織機（後の鈴木自動車工業→スズキ）設立
- 3月19日 - アメリカ合衆国上院がヴェルサイユ条約の批准を否決
- 3月28日 - 平塚らいてう・市川房枝らが新婦人協会を結成
- 3月～5月 ‐ 尼港虐殺事件

### 4月
- 4月1日 - 東京高商専攻部、東京商科大学（現・一橋大学）に昇格。
- 4月15日 - 明治大学・法政大学・中央大学・日本大学・國學院大學・同志社大学、大学令により設立認可。
- 4月20日 - アントワープオリンピック開会（9月12日まで）
- 4月23日 - オスマン帝国（トルコ）のアンカラでムスタファ・ケマルを議長とする大国民議会開催。
- 4月24日 - 赤軍のアゼルバイジャン侵攻が始まる。
- 4月25日 - ポーランド・ソビエト戦争が起こる。
- 4月28日
  - 王世子李垠と方子女王が結婚。
  - 赤軍のアゼルバイジャン侵攻により、アゼルバイジャン民主共和国が打倒され、アゼルバイジャン・ソビエト社会主義共和国が成立。

### 5月
- 5月2日 - 東京の上野公園で日本最初のメーデー開催
- 5月10日 - 第14回衆議院議員総選挙
- 5月16日 - 労働諸団体が労働組合同盟会を結成
- 5月23日 - インドネシア共産党成立
- 5月25日 - ニコラエフスクの共産パルチザンが、大日本帝国陸軍守備隊（第14師団歩兵第2連隊第3大隊）及び日本人居留民と反革命派ロシア人を全員虐殺する（尼港事件）。

### 6月
- 6月4日 - ハンガリー王国が連合国とトリアノン条約を結び講和する。
- 6月15日 - カール・マルクス「資本論」邦訳
- 6月29日 - 第43特別議会召集
- 柳宗悦、論文「朝鮮の友に贈る書」（「改造」）。朝鮮総督府の政治の不正を謝罪。

### 7月
- 7月12日 - ロシアがリトアニアの独立を承認
- 7月14日 - 中華民国で北洋軍閥同士の戦争が起こる（安直戦争）。
- 7月16日 - 阪神急行電鉄により、神戸本線・伊丹線開業。
- 八八艦隊計画案が議会を通過

### 8月
- 8月10日 - オスマン帝国が連合国とセーヴル条約を結び、講和。
- 8月16日 - この日行われたMLBのニューヨーク・ヤンキース対クリーブランド・インディアンスの試合で、インディアンスのレイ・チャップマンがヤンキースのカール・メイズの投球を頭部の左側こめかみ部分に受け、翌日死亡するという出来事が起こる。（MLBにおいて試合中に他選手から傷害を受けて死亡した唯一の例）
- 8月20日 - プロアメリカンフットボールAFPA（現在のNFL）結成。
- 8月26日 - 米国でアメリカ合衆国憲法修正第19条が発効し女性参政権が認められる。

### 9月
- 9月1日 - バクーで東方諸民族大会開幕。
- 9月1日 - 大レバノン成立。
- 9月12日 - 日本海軍の巡洋戦艦「榛名」の1番砲塔内で榴弾破裂事故が発生し、15名の死傷者を出す。
- 9月16日 - ニューヨークのウォール街でイタリアの無政府主義者によって馬車に仕掛けられた爆弾が爆発、38名の死者と約400名の負傷者を出し、世界初の車爆弾を用いたテロとなった。

### 10月
- 10月1日 - 日本最初の国勢調査実施
- 10月2日 - MLBで20世紀唯一かつ最後のトリプルヘッダーが行われる[1]。
- 10月7日 - ポーランドとリトアニアのあいだで「第3次休戦ライン」を定めたスヴァウキ合意が結ばれる。

### 11月
- 11月2日 - 米国のウェスティングハウス・エレクトリックが同社フランク・コンラッドの設計による設備で世界初の商業放送局KDKAを開局
- 11月6日 - 慶應義塾大学病院が開院
- 11月15日
  - ジュネーヴで国際連盟の第1回総会開催
  - 八八艦隊計画の第一号艦「長門」竣工
- 11月16日 - カンタス航空 設立。英語圏最古、世界で3番目に古いオーストラリアの航空会社。
- 11月30日 - 京都赤旗事件

### 12月
- 12月9日 - 日本社会主義同盟結成（大杉栄・堺利彦ら）
- 12月16日 - 中国で海原地震が発生。
- 12月25日 - 第44議会召集

### 日付不詳
- 春 - ジョン・デューイ「哲学の改造」。東京帝大に於ける講義が原型である。
- 米国でサッコ・ヴァンゼッティ事件が起こる。

## 誕生

### 1月
- 1月1日 - オズヴァルド・カヴァンドーリ、カートゥーン作家（+ 2007年）
- 1月1日 - 箕作祥一、日本大学教授（+ 1968年）
- 1月1日 - 岩垣二郎、プロ野球選手（+ 生死不明）
- 1月1日 - 石崎亀喜、プロ野球選手（+ 生死不明）
- 1月1日 - 青井和夫（+ 2011年）
- 1月1日 - 築地正子、歌人（+ 2006年）
- 1月1日 - 有馬元治、官僚、政治家（+ 2006年）
- 1月1日 - ミハイル・コーガン、実業家、タイトー創業者（+ 1984年）
- 1月2日 - アイザック・アシモフ、SF作家・推理作家・生化学者（+ 1992年）
- 1月2日 - ジョージ・ハービッグ、天文学者（+ 2013年）
- 1月2日 - 丹下キヨ子、歌手・女優（+ 1998年）
- 1月2日 - 桂小南 (2代目)、落語家（+ 1996年）
- 1月2日 - 塩谷一夫、政治家（+ 1989年）
- 1月3日 - エリック・クレワース、アニメーター、脚本家（+ 1999年）
- 1月3日 - 遠藤彰、神学者、同志社大学名誉教授（+ 2009年）
- 1月3日 - 舘豊夫、実業家（+ 1998年）
- 1月4日 - 岩宮武二、写真家、プロ野球選手（+ 1989年）
- 1月4日 - 玉城俊一、銀行家、元荘内銀行頭取・会長（+ 1991年）
- 1月4日 - 酒井新二、ジャーナリスト（+ 2016年）
- 1月5日 - 元井能、服飾史学者（+ 1989年）
- 1月6日 - アーリー・ウィン、野球選手 (投手)（+ 1999年）
- 1月6日 - ジョン・メイナード＝スミス、生物学者（+ 2004年）
- 1月6日 - 文鮮明、統一教会の創立者、教祖（+ 2012年）
- 1月6日 - 瓜生卓造、小説家、随筆家（+ 1982年）
- 1月7日 - 多岐川恭、小説家（+ 1994年）
- 1月7日 - 岩瀬孝、フランス文学者、演劇評論家（+ 2002年）
- 1月7日 - 渡辺正雄、科学史家、東京大学名誉教授 (+ 2005年)
- 1月7日 - 本田済、中国哲学者（+ 2009年）
- 1月8日 - 早石修、医学者（+ 2015年）
- 1月8日 - 上村聖恵、保健指導者（+ 1987年）
- 1月8日 - 浅井猛、学校経営者、北海道女子短期大学創立者（+ 1991年）
- 1月9日 - 池永次郎、実業家、日魯漁業（現・マルハニチロ食品）元社長（+ 2016年）
- 1月9日 - 藤錦千代吉、大相撲力士（+ 1961年）
- 1月11日 - 稲川豪一、プロ野球選手（+ 生死不明）
- 1月13日 - エルウッド・ジェンセン、生物学者（+ 2012年）
- 1月14日 - 菊地吾郎、医学者（+ 2014年）
- 1月14日 - 広尾彰、海軍軍人・真珠湾攻撃で戦死した九軍神の一人（+ 1941年）
- 1月15日 - 大熊宗清、大相撲力士（+ 1991年）
- 1月15日 - 武田イク、歌手・俳優武田鉄矢の母（+ 1998年）
- 1月15日 - 國島文彦、警察官僚（+ 2006年）
- 1月16日 - ステファノス・ガッタス2世、コプト典礼カトリック教会の枢機卿（+ 2009年）
- 1月16日 - 乾崇夫、船舶工学者、文化功労者（+ 2012年）
- 1月17日 - ノラ・ケイ、バレエダンサー、振付家（+ 1987年）
- 1月17日 - 熊田誠、化学者、京都大学名誉教授（+ 2007年）
- 1月18日 - 安井亀和、プロ野球選手（+ 1998年）
- 1月18日 - 山川次彦、将棋棋士、八段（+ 1994年）
- 1月19日 - ハビエル・ペレス・デ・クエヤル、政治家 (+ 2020年)
- 1月19日 - 高田久成、実業家（+ 2007年）
- 1月20日 - フェデリコ・フェリーニ、映画監督（+ 1993年）
- 1月20日 - 藤平光一、武道（合気道）家、心身統一合氣道の創始者（+ 2011年）
- 1月22日 - 小野田勇、脚本家・劇作家（+ 1997年）
- 1月22日 - 細谷貞雄、哲学者（+ 1995年）
- 1月23日 - 諏訪根自子、ヴァイオリニスト（+ 2012年）
- 1月23日 - 服部受弘、プロ野球選手（中日）（+ 1991年）
- 1月23日 - フィリパ・ピアス、児童文学作家（+ 2006年）
- 1月24日 - ウォルター・ジョン・ストーセル、政治家、外交官（+ 1986年）
- 1月24日 - 江波和子、女優（+ 1947年）
- 1月25日 - 横山操、日本画家（+ 1973年）
- 1月25日 - 窪内秀知、囲碁棋士 (+ 2020年)
- 1月25日 - 小玉健吉、科学者（+ 2005年）
- 1月25日 - 小川政亮、法学者（+ 2017年）
- 1月25日 - 真鍋呉夫、作家・文筆家・俳人（+ 2012年）
- 1月27日 - 亀岡高夫、政治家（+ 1989年）
- 1月27日 - 小島輝正、フランス文学者、翻訳家、文芸評論家（+ 1987年）
- 1月27日 - 西澤廣義、軍人（+ 1944年）
- 1月28日 - 尾形仂、国文学者（+ 2009年）
- 1月30日 - 長谷川町子、漫画家（+ 1992年）
- 1月31日 - 関根弘、詩人・評論家（+ 1994年）
- 1月??日 - 林喜一郎、ヤクザ、稲川会最高顧問（+ 1985年）

### 2月
- 2月1日 - 林義一、プロ野球選手（+ 2008年）
- 2月1日 - 奥崎謙三、元・陸軍軍人（+ 2005年）
- 2月1日 - 占部都美、経営学者、経営学博士（+ 1986年）
- 2月2日 - ジョルジュ・ネラン、カトリック教会司祭、カトリック東京大司教区（+ 2011年）
- 2月2日 - 近藤道生、海軍軍人・大蔵官僚（+ 2010年）
- 2月3日 - ジョージ・ミラー、心理学者、プリンストン大学教授（+ 2012年）
- 2月5日 - 小野寺公二、小説家（+ 1998年）
- 2月5日 - 村山孚、中国研究家（+ 2011年）
- 2月6日 - 中山悌一、バリトン歌手（+ 2009年）
- 2月7日 - 佐野誠三、プロ野球選手（+ 1976年）
- 2月7日 - アン・ワング、コンピュータ技術者・発明家（+ 1990年）
- 2月8日 - ボブ・バーマー、計算機科学者 (+ 2004年）
- 2月8日 - 宮崎仁郎、プロ野球選手（+ 2001年）
- 2月9日 - 鬼頭政一、プロ野球選手（+ 2008年）
- 2月9日 - 寄神美好、実業家（+ 2003年）
- 2月10日 - 星長治、政治家（+ 1994年）
- 2月11日 - ダニエル・ピスコーポ、政治家。マルタ労働党所属（+ 2009年）
- 2月11日 - 井上正治、法学者（+ 1997年）
- 2月12日 - 山口淑子（李香蘭）、女優、歌手、元参議院議員（+ 2014年）
- 2月12日 - 吉野トヨ子、陸上競技選手 (+ 2015年)
- 2月12日 - 山中雪人、日本画家（+ 2003年）
- 2月13日 - アイリーン・ファーレル、ソプラノ歌手（+ 2002年）
- 2月14日 - 大坂志郎、俳優（+ 1989年）
- 2月15日 - ジョージ・コーワン、物理化学者（+ 2012年）
- 2月15日 - 坂田栄男、囲碁棋士（+ 2010年）
- 2月15日 - 久保亮五、物理学者（+ 1995年）
- 2月17日 - 山田信夫、東洋史学者（+ 1987年）
- 2月18日 - 永島トヨ、料理研究家 (+ 2013年)
- 2月19日 - 安永蕗子、歌人 （+ 2012年）
- 2月20日 - エフゲニー・F・ドラグノフ、銃器設計者（+ 1991年）
- 2月20日 - カール・アルブレヒト、実業家・アルディ（Aldi）創業者（+ 2014年）
- 2月20日 - カール・ハインツ・マイ、写真家（+ 1964年）
- 2月20日 - 矢口洪一、第11代最高裁判所長官（+ 2006年）
- 2月20日 - 戸田与三郎、プロ野球選手（+ 1986年）
- 2月20日 - 金谷治、東洋学者（+ 2006年）
- 2月20日 - 高柳敏夫、将棋棋士。名誉九段（+ 2006年）
- 2月21日 - 安永英雄、政治家（+ 2003年）
- 2月21日 - 石垣りん、詩人（+ 2004年）
- 2月21日 - 大路三千緒、女優（元宝塚歌劇団）（+ 2021年）
- 2月22日 - カール・ハインツ・シュヴァープ、民法学者（+ 2008年）
- 2月22日 - 中河美芳、プロ野球選手（+ 1944年）
- 2月22日 - 衣更着信、詩人、翻訳家、高校教諭（+ 2004年）
- 2月22日 - 志村和雄、政治家・実業家（+ 2014年）
- 2月23日 - 前川誠郎、美術史家（+ 2010年）
- 2月24日 - エルンスト・ライス、登山家（+ 2010年）
- 2月25日 - フィリップ・チャールズ・ハビブ、外交官（+ 1992年）
- 2月25日 - 飯田庸太郎、実業家、元三菱重工業社長・会長（+ 2002年）
- 2月26日 - 川内康範、作詞家、脚本家、作家（+ 2008年）
- 2月26日 - 東屋五郎、数学者（+ 2010年）
- 2月27日 - 石井豊、プロ野球選手（+ 戦死）
- 2月27日 - ジュリアン・ジェインズ、心理学者（+ 1997年）
- 2月28日 - 中川利三郎、教育者、政治家（+ 1997年）
- 2月29日 - 山口俊雄、歌手、俳優（+ 2006年）
- 2月29日 - 山本四郎、歴史学者（+ 2022年）

### 3月
- 3月1日 - クリスティーナ・フェルドマン、女優（+ 2007年）
- 3月1日 - 石橋幹一郎、実業家（+ 1997年）
- 3月1日 - 引間博愛、労働運動家（+ 2011年）
- 3月1日 - 成瀬映山、書家（+ 2007年）
- 3月1日 - 柳生直行、英文学者、キリスト教学者（+ 1986年）
- 3月2日 - 加賀淳子、作家（+ 生死不明）
- 3月3日 - 中田ラケット、漫才師（+ 1997年）
- 3月4日 - 荒金天倫、臨済宗方広寺派第九代管長（+ 1990年）
- 3月4日 - 関俊治、詩人・文芸評論家（+ 2001年）
- 3月5日 - 伊丹三樹彦、俳人、写真家、写俳亭（+ 2019年）
- 3月5日 - 小堀阿吉雄、俳優（+ 1980年）
- 3月5日 - 森下節、作家（+ 1984年）
- 3月5日 - 羅生門綱五郎、元大相撲力士、元プロレスラー、元俳優（+ 没年不詳）
- 3月6日 - 村松幸雄、プロ野球選手（+ 1944年）
- 3月6日 - 新田伸三、九州芸術工科大学名誉教授（+ 1997年）
- 3月7日 - 小野才八郎、小説家（+ 2014年）
- 3月8日 - ラインホルト・バルヒェット、ヴァイオリニスト（+ 1962年）
- 3月10日 - ボリス・ヴィアン、作家、詩人（+ 1959年）
- 3月10日 - 大橋鎭子、編集者、エッセイスト（+ 2013年）
- 3月10日 - 佐藤敬治、元政治家。衆議院議員（6期）（+ 2009年）
- 3月11日 - 高橋勇夫、日蓮宗の僧、仏教学者（+ 1998年）
- 3月11日 - 中川幸次、エコノミスト（+ 2015年）
- 3月12日 - ロバート・M・フリン、宗教家・教育者（+ 2009年）
- 3月13日 - 津田幸於、脚本家（+ 2001年）
- 3月14日 - ドロシー・オーダム、陸上競技選手（+ 2014年）
- 3月14日 - 豊田穣、小説家（+ 1994年）
- 3月15日 - 玉腰忠義、プロ野球選手（+ 1957年）
- 3月15日 - エドワード・ドナル・トーマス、内科医（+ 2012年）
- 3月15日 - 岡田重精、宗教学者（+ 2013年）
- 3月15日 - 岸田綱太郎、医学博士（+ 2006年）
- 3月15日 - 金相沃、時調詩人。慶尚南道出身（+ 2004年）
- 3月15日 - 西郷竹彦、文芸学者、児童文学研究者 (+ 2017年)
- 3月15日 - 東郷晴子、女優・元宝塚歌劇団雪組組長（+ 2011年）
- 3月17日 - 宇治家彦、元皇族（+ 2008年）
- 3月17日 - 土居健郎、精神科医、精神分析家（+ 2009年）
- 3月17日 - ムジブル・ラフマン、バングラデシュ初代・4代大統領（+ 1975年）
- 3月18日 - 内村剛介、ロシア文学者、評論家（+ 2009年）
- 3月20日 - 樋笠一夫、プロ野球選手（+ 2007年）
- 3月20日 - ローズマリー・ティンパリー、女性作家（+ 1988年）
- 3月20日 - 佐藤あつ子、洋画家（+ 2018年）
- 3月20日 - 寺西春雄、音楽評論家（+ 2003年）
- 3月20日 - 北廉太郎、歌手（+ 1940年）
- 3月21日 - 永山光幹、刀剣研師（+ 2010年）
- 3月22日 - 小津次郎、英文学者（+ 1988年）
- 3月22日 - ヘルムート・ヴィンシャーマン、オーボエ奏者・指揮者・教育者 (+ 2021年)
- 3月22日 - 黒田能行、元衆議院決算委員会調査室長（+ 2014年）
- 3月22日 - 猿橋勝子、地球科学者（+ 2007年）
- 3月22日 - 岸田純之助、科学ジャーナリスト（+ 2012年）
- 3月22日 - ファニー・ウォーターマン、ピアニスト、音楽教育家 （+ 2020年）
- 3月23日 - ピエール・モレ（+ 2007年）
- 3月23日 - 川上哲治、プロ野球選手、プロ野球監督（+ 2013年)
- 3月23日 - 野澤節子、俳人（+ 1995年）
- 3月25日 - 近藤啓太郎、作家（+ 2002年）
- 3月25日 - ジャン＝ジョエル・バルビエ、ピアニスト（+ 1994年）
- 3月25日 - 小笠原美都子、歌手（+ 2019年）
- 3月27日 - コーリン・ロウ、建築史家、建築家（+ 1999年）
- 3月28日 - 筑紫申真、在野の神話学者、歴史学者、民俗学者（+ 1973年）
- 3月28日 - 南喜代子、漫才師、吉本新喜劇の女優（+ 生死不明）
- 3月29日 - ピエール・モワノー、小説家（+ 2007年）
- 3月30日 - 芥川比呂志、俳優・演出家（+ 1981年）
- 3月30日 - 安藤信和、アメリカンフットボール功労者（+ 2014年）
- 3月30日 - 伊東甚吉、プロ野球選手（+ 戦死）
- 3月30日 - 井野隆一、農業経済学者、マルクス主義者、日本共産党員（+ 2001年）
- 3月31日 - 高林克巳、裁判官（+ 2000年）
- 3月??日 - 安田一雄、アナウンサー（+ 1999年）

### 4月
- 4月1日 - 三船敏郎、映画俳優（+ 1997年）
- 4月3日 - 吉葉山潤之輔、大相撲第43代横綱（+ 1977年）
- 4月5日 - アーサー・ヘイリー、小説家（+ 2004年）
- 4月6日 - 小野明、政治家（+ 1990年）
- 4月10日 - 木下勇、プロ野球選手（+ 1997年）
- 4月11日 - 楢崎弥之助、政治家、社会民主連合書記長（+ 2012年）
- 4月12日 - 森下重好、元プロ野球選手（+ 2000年）
- 4月15日 - リヒャルト・フォン・ヴァイツゼッカー、政治家、貴族（+ 2015年）
- 4月15日 - 徳川多恵子 元皇族（+ 1954年）
- 4月18日 - エーリヒ・パウージン、フィギュアスケート選手（+ 1997年）
- 4月20日 - 古谷伸、撮影監督（+ 2000年）
- 4月21日 - 大久保怜、司会者（+ 2007年）
- 4月21日 - 芳村嵓夫、プロ野球選手（+ 生死不明）
- 4月22日 - 日比野武、プロ野球選手（+ 1975年）
- 4月25日 - 西本幸雄、元プロ野球選手、元プロ野球監督（+ 2011年）
- 4月25日 - 河西俊雄、プロ野球選手（+ 2007年）
- 4月26日 - 河内卓司、元プロ野球選手（+ 2016年）

### 5月
- 5月4日 - 中谷信夫、プロ野球選手（+ 1992年）
- 5月6日 - 森茂、京王百貨店代表取締役相談役（+ 2002年）
- 5月8日 - ソール・バス、グラフィックデザイナー（+ 1996年）
- 5月8日 - 河村章、プロ野球選手（+ 生死不明）
- 5月9日 - 森光子、女優（+ 2012年）
- 5月13日 - 粟田彰常 日本の元華族。東久邇宮稔彦と東久邇聡子の第三王子。（+ 2006年）
- 5月13日 - 石井武夫、プロ野球選手（+ 生死不明）
- 5月15日 - 大竹省二、写真家（+ 2015年）
- 5月18日 - ヨハネ・パウロ2世、ローマ教皇（+ 2005年）
- 5月20日 - ヴォルフガング・ボルヒェルト、小説家・劇作家・詩人（+ 1947年）
- 5月26日 - ペギー・リー、歌手（+ 2002年）
- 5月30日(戸籍上) - 安岡章太郎、小説家（+ 2013年）
- 5月30日 - 幸田宗丸、俳優（+ 1998年）
- 5月30日 - フランクリン・J・シャフナー、映画監督（+ 1989年）

### 6月
- 6月2日 - 関沢新一、脚本家（+ 1992年）
- 6月3日 - 笠原和夫、プロ野球選手（+ 1998年）
- 6月8日 - 秋山庄太郎、写真家（+ 2003年）
- 6月8日-河内卓司、プロ野球選手(+2016年)
- 6月10日 - オーウェン・チェンバレン、物理学者（+ 2006年）
- 6月10日 - 泉田喜義、プロ野球選手（+ 没年不明）
- 6月13日 - 梅棹忠夫、日本の生態学者、民族学者（+ 2010年）
- 6月13日 - 岡田英次、俳優（+ 1995年）
- 6月14日 - 駒井哲郎、版画家（+ 1976年）
- 6月15日 - ジミー・ツトム・ミリキタニ、画家（+ 2012年）
- 6月17日 - 原節子、女優（+ 2015年）
- 6月20日 - ハンス・ゲルシュビラー、フィギュアスケート選手 (+ 2017年)
- 6月21日 - 楠安夫、プロ野球選手（+ 2000年）
- 6月22日 - 月城彰子、女優（+ 2010年）
- 6月23日 - 国枝利通、元プロ野球選手（+ 2011年）
- 6月25日 - 津田清子、日本の俳人（+ 2015年）
- 6月29日 - アーミン・ホフマン、グラフィックデザイナー、タイポグラファー（+ 2020年）
- 6月30日 - 三村正、プロ野球選手（+ 生死不明）

### 7月
- 7月2日 - 竹内均、地球物理学者（+ 2004年）
- 7月4日 - 嘉手苅林昌、琉球民謡歌手（+ 1999年）
- 7月6日 - ミヤコ蝶々、漫才師・女優（+ 2000年）
- 7月6日 - エリース・ボールディング、社会学者（+ 2010年）
- 7月7日 - 松林宗恵、映画監督・僧侶（+ 2009年）
- 7月10日 - 飯田龍太、俳人・随筆家（+ 2007年）
- 7月11日 - ユル・ブリンナー、俳優（+ 1985年）
- 7月14日 - ウィリアム・ハンナ、アニメーター・プロデューサー（+ 2001年）
- 7月15日 - 稲葉義男、俳優（+ 1998年）
- 7月17日 - フアン・アントニオ・サマランチ、IOC第7代会長（+ 2010年）
- 7月21日 - 金田正泰、プロ野球選手（阪神）、プロ野球監督（阪神）（+ 1992年）
- 7月21日 - アイザック・スターン、ヴァイオリニスト（+ 2001年）
- 7月22日 - 浦太郎、数学者（+ 2017年）
- 7月25日 - 林忠四郎、宇宙物理学者（+ 2010年）
- 7月29日 - ヘルベルト・ケーゲル、指揮者（+ 1990年）

### 8月
- 8月1日 - 内田朝雄、俳優（+ 1996年）
- 8月3日 - 高杉哲平、俳優
- 8月6日 - 古山高麗雄、小説家・随筆家（+ 2002年）
- 8月7日 - 塚本邦雄、歌人、（+ 2005年）
- 8月12日 - 梅田晴夫、劇作家（+ 1980年）
- 8月14日 - 三富恒雄、元プロ野球選手（+ 2005年）
- 8月16日 - 河野一英、会計士、商学博士、大東文化大学名誉教授（+ 2015年）
- 8月19日 - ジョージ・パターソン、宣教師（+ 2012年）
- 8月20日 - 中村雀右衛門4世、歌舞伎俳優（+ 2012年）
- 8月22日 - レイ・ブラッドベリ、小説家・SF作家（+ 2012年）
- 8月22日 - 福田勇一、元プロ野球選手（+ 生死不明）
- 8月23日 - 別当薫、プロ野球選手（阪神・毎日）、プロ野球監督（毎日・大毎・近鉄・大洋・広島）（+ 1999年）
- 8月23日 - 鮎川信夫、詩人・翻訳家（+ 1986年）
- 8月25日 - 政野岩夫、プロ野球選手（+ 1944年）
- 8月28日 - 末元善三郎、天文学者（+ 1991年）
- 8月29日 - チャーリー・パーカー、サクソフォーン奏者・作曲家（+ 1955年）

### 9月
- 9月5日 - 三崎千恵子、女優（+ 2012年）
- 9月12日 - 後藤喜八郎、武蔵野市第2代市長（+ 2007年）
- 9月15日 - 田中徳三、映画監督（+ 2007年）
- 9月17日 - 塚本幸一、実業家、ワコール創業者（+ 1998年）
- 9月22日 - ボブ・レモン、野球選手 (投手)、アメリカ野球殿堂（+ 2000年）
- 9月25日 - 高木彬光、推理小説作家（+ 1995年）
- 9月25日 - セルゲイ・ボンダルチュク、ソ連の俳優・映画監督（+ 1994年）
- 9月26日 - 梶岡忠義、プロ野球選手（阪神）（+ 2003年）
- 9月28日 - 柚木進、プロ野球選手（+ 1997年）
- 9月29日 - ヴァーツラフ・ノイマン、指揮者（+ 1995年）
- 9月29日 - 平野龍一、刑法学者（+ 2004年）

### 10月
- 10月3日 - 長倉三郎、化学者 (+ 2020年)
- 10月5日 - 藤村隆男、プロ野球選手（阪神、松竹、広島）（+ 1993年）
- 10月8日 - マキシ・ヘルバー、フィギュアスケート選手（+ 2006年）
- 10月12日 - 真板益夫、教育者（+ 2015年）
- 10月23日 - ジャンニ・ロダーリ、児童文学作家（+ 1980年）
- 10月23日 - 藤田哲也、気象学者(藤田スケール[F-Scale]の考案者､ダウンバースト・マイクロバーストの発見・解明者)（+ 1998年）
- 10月27日 - 大屋政子、歌手・タレント・実業家（+ 1999年）
- 10月30日 - 舩坂弘、軍人、復員後は大盛堂道場館長（+ 2006年）

### 11月
- 11月2日 - 金鉄万、政治家、軍人（+ 2018年）
- 11月10日 - 福王寺法林、日本画家（+ 2012年）
- 11月21日 - スタン・ミュージアル、野球選手 (外野手)、アメリカ野球殿堂（+ 2013年）
- 11月23日 - 白善燁、軍人 (+ 2020年)
- 11月28日 - セシリア・カレッジ、フィギュアスケート選手（+ 2008年）

### 12月
- 12月2日 - 奥田元、プロ野球選手（+ 生死不明）
- 12月9日 - 永利勇吉、プロ野球選手（+ 1962年）
- 12月11日 - 上野義秋、プロ野球選手（+ 生死不明）
- 12月15日 - 嶋清一、野球選手（+ 1945年）
- 12月15日 - 平林栄治、プロ野球選手（+ 戦死）
- 12月17日 - 野見山暁治、洋画家（+ 2023年）
- 12月17日 - ケネス・アイバーソン、計算機科学者（+ 2004年）
- 12月18日 - エドモン・ド・シュトウツ、指揮者（+ 1997年）
- 12月20日 - 大崎憲司、プロ野球選手（+ 生死不明）
- 12月21日 - アリシア・アロンソ、バレエダンサー・振付師（+ 2019年[2]）
- 12月24日 - 阿川弘之、小説家（+ 2015年）
- 12月25日 - 小泉富太郎、横浜市助役（+ 没年不明）
- 12月26日 - モーリス・ジャンドロン、チェリスト・指揮者（+ 1990年）
- 12月27日 - ロバート・ホイッタカー、生物学者（+ 1980年）

## 死去

### 1月
- 1月24日 - アメデオ・モディリアーニ、画家（* 1884年）
- 1月25日 - ジャンヌ・エビュテルヌ、画家（* 1898年）
- 1月26日 - 折田彦市、教育者（* 1849年）

### 2月
- 2月12日 - エミール・ソーレ、ヴァイオリニスト・作曲家（* 1852年）
- 2月20日 - ロバート・ピアリー、北極探検家（* 1856年）
- 2月20日 - ジャシンタ・マルト、福者（* 1910年）

### 3月
- 3月1日
  - ジョンH.バンクヘッド、アラバマから選出の米上院議員（* 1842年)
  - ウィリアムA.ストーン、ペンシルバニアの知事（* 1846年)
  - ジョセフ・トルンペルドル、ロシアのシオン主義者（* 1880年)
- 3月3日 - セオドーア・ピリプセン、デンマークの画家（* 1840年)
- 3月4日 - ロズウェルP.ビショップ、ミシガンから選出の米連邦議会議員（* 1843年)
- 3月7日 - ヤーン・ポスカ、エストニアの法廷弁護士、政治家（* 1866年)
- 3月11日 - フリオ・ガラビト・アルメロ、コロンビアの天文学者（* 1865年)
- 3月15日 - ルードルフ・バートルド、ドイツの第一次世界大戦ファイター・エース（* 1891年)
- 3月21日 - エヴェリーナ・ヘイヴァーフィールド 英国の婦人参政権論者（* 1867年)
- 3月26日
  - 小ウィリアム・チェスター、アメリカの外科医（* 1834年)
  - メアリー・オーガスタ・ウォード、タスマニア語小説家（* 1851年)
- 3月31日
  - ポール・バッハマン、ドイツの数学者（* 1837年)
  - ロタール・フォン・トロータ、ドイツの軍人（* 1848年)
  - エドウィン・ウォーフィールド、メリーランドの知事（* 1848年)

### 4月
- 4月13日 - 高木兼寛、海軍軍医、東京慈恵会医科大学創設者（* 1849年）
- 4月26日 - シュリニヴァーサ・ラマヌジャン、数学者（* 1887年）

### 5月
- 5月9日 - 岩野泡鳴、小説家・詩人（* 1873年）

### 6月
- 6月4日 - 高橋順太郎、東京帝国大学医科大学、初代薬理学教授（* 1856年）
- 6月14日 - マックス・ヴェーバー、社会学者（* 1864年）
- 6月16日 - 鴻池幸富（10代目鴻池善右衛門）、江戸・明治・大正期の豪商（* 1841年）
- 6月21日 - ジョサイア・コンドル、鹿鳴館などを手がけたお雇い外国人の建築家（* 1852年）

### 8月
- 8月4日 - キャサリン・ウォルターズ、娼婦（* 1839年）
- 8月17日 - レイ・チャップマン、プロ野球選手（* 1891年）
- 8月22日 - アンデシュ・ソーン、画家・版画家・彫刻家（* 1860年）
- 8月30日 - ベンジャミン・スミス・ライマン、鉱山学者（* 1835年）

### 9月
- 9月10日 - オリーヴ・トーマス、女優・ソーシャライト（* 1894年）

### 10月
- 10月5日 - 末松謙澄、外交官・政治家・著述家（* 1855年）
- 10月6日 - 黒岩涙香、翻案小説家・評論家・ジャーナリスト（* 1862年）
- 10月19日 - ジョン・リード、ジャーナリスト（* 1887年）

### 11月
- 11月26日 - 一戸直蔵、天文学者（* 1878年）

## ノーベル賞
- 物理学賞 - シャルル・エドワール・ギヨーム（スイス）
- 化学賞 - ヴァルター・ネルンスト（ドイツ）
- 生理学・医学賞 - アウグスト・クローグ（デンマーク）
- 文学賞 - クヌート・ハムスン（ノルウェー）
- 平和賞 - レオン・ブルジョワ（フランス）